# بذرالبنج زاگرسی
بذرالبنج زاگرسی (نام علمی: Hyoscyamus pojarkovae) نام یک گونه از سرده بذرالبنج است.